# 宮川村立坂下小学校
宮川村立坂下小学校 （みやがわそんりつ さかしもしょうがっこう）は、かつて岐阜県吉城郡宮川村（現・飛騨市宮川町）に存在した公立小学校。

## 概要
- 宮川村北部（旧・吉城郡坂下村）の小学校であった。2000年、坂上小学校と統合し、宮川小学校の開校により廃校。

## 沿革
- 1874年（明治7年） - 戸谷村に阪下学校[注釈 2][1]、祢冝ヶ澤上村に阪下学校支校が開校。
- 1875年（明治8年） - 打保村、杉原村、戸谷村、桑野村、小豆澤村、加賀澤村、鮎飛村、巣納谷村、祢冝ヶ澤上村、中澤上村、塩屋村、山之山村、洞村が合併し、坂下村が発足。
- 1876年（明治9年） - 阪下学校が桑野地区に移転。
- 1879年（明治12年） - 阪下学校が阪下小学校に改称する。
- 1880年（明治13年） - 阪下小学校が公立桑野小学校、阪下学校支校が祢冝ヶ澤上村小学校に、それぞれ改称する。
- 1883年（明治16年） - 阪下小学校が公立阪下小学校、祢冝ヶ澤上村小学校が公立阪下小学校に、それぞれ改称する[注釈 3]。
- 1888年（明治21年） - 桑野地区の公立阪下小学校が桑野簡易科小学校、祢冝ヶ澤上地区の公立阪下小学校が祢冝ヶ澤上簡易科小学校に、それぞれ改称する。
- 1892年（明治25年） - 桑野簡易科小学校と祢冝ヶ澤上簡易科小学校が統合され、坂下尋常小学校となる。
- 1900年（明治33年） - 加賀沢に加賀沢分教場、洞に洞分教場を設置。
- 1905年（明治38年） - 坂下尋常高等小学校に改称する。
- 1910年（明治43年） - 万波に万波分教場を設置。
- 1913年（大正2年） - 加賀沢分教場を廃止。加賀沢地区の児童は富山県婦負郡細入村の猪谷尋常小学校[注釈 4]加賀沢分教場に委託[注釈 5]。
- 1938年（昭和13年） - 大字小豆沢に小豆沢冬季分教場を設置。
- 1939年（昭和14年） - 万波分教場を廃止。
- 1941年（昭和16年）4月1日 - 坂下国民学校に改称する。
- 1947年（昭和22年）4月1日 - 坂上村立坂下小学校に改称する。
- 1956年（昭和31年）
  - 9月30日 - 坂上村と坂下村と合併し、宮川村が発足。同時に宮川村立坂下小学校に改称する。
  - 12月 - 打保に打保冬季分校を設置。
- 1966年（昭和41年）
  - 3月 - 小豆沢冬季分校を廃止。
  - 12月 - 新校舎（鉄筋コンクリート造）が完成。
- 1967年（昭和42年） - 洞分校を廃止。
- 1969年（昭和44年） - 打保冬季分校を廃止[注釈 6]。
- 2000年（平成12年） - 統合により廃校。